# Иха, Джеймс
Джеймс Иха Ёсинобу (англ. James Yoshinobu Iha, яп. 伊葉吉伸) — американский рок-музыкант, наиболее известен как гитарист альтернативной рок-группы The Smashing Pumpkins.

## Ранние годы
Иха посещал школу Elk Grove High School пригорода Elk Grove Village (штат Иллинойс), который он описывал как «невероятно скучное место». Иха получил среднее образование, и (после двух лет обучения в местном колледже) он стал заниматься графическим дизайном в Loyola University Chicago перед тем, как присоединиться к The Smashing Pumpkins. Сейчас[когда?] он живёт на Манхэттене, Нью-Йорк и является совладельцем независимого рекорд лейбла Scratchie Records вместе с  Адамом Шлезингером из Fountains Of Wayne. Со Scratchie Records работают такие группы, как The Sounds, Albert Hammond Jr. и Office. Он также владеет студией Stratosphere Sound вместе с Адамом Шлезингером и Энди Чейзом из Ivy.
Иха — американец японского происхождения, он может немного говорить по-японски Как и у его одногруппника Билли Коргана, у Иха есть брат, который не может самостоятельно передвигаться..

## The Smashing Pumpkins

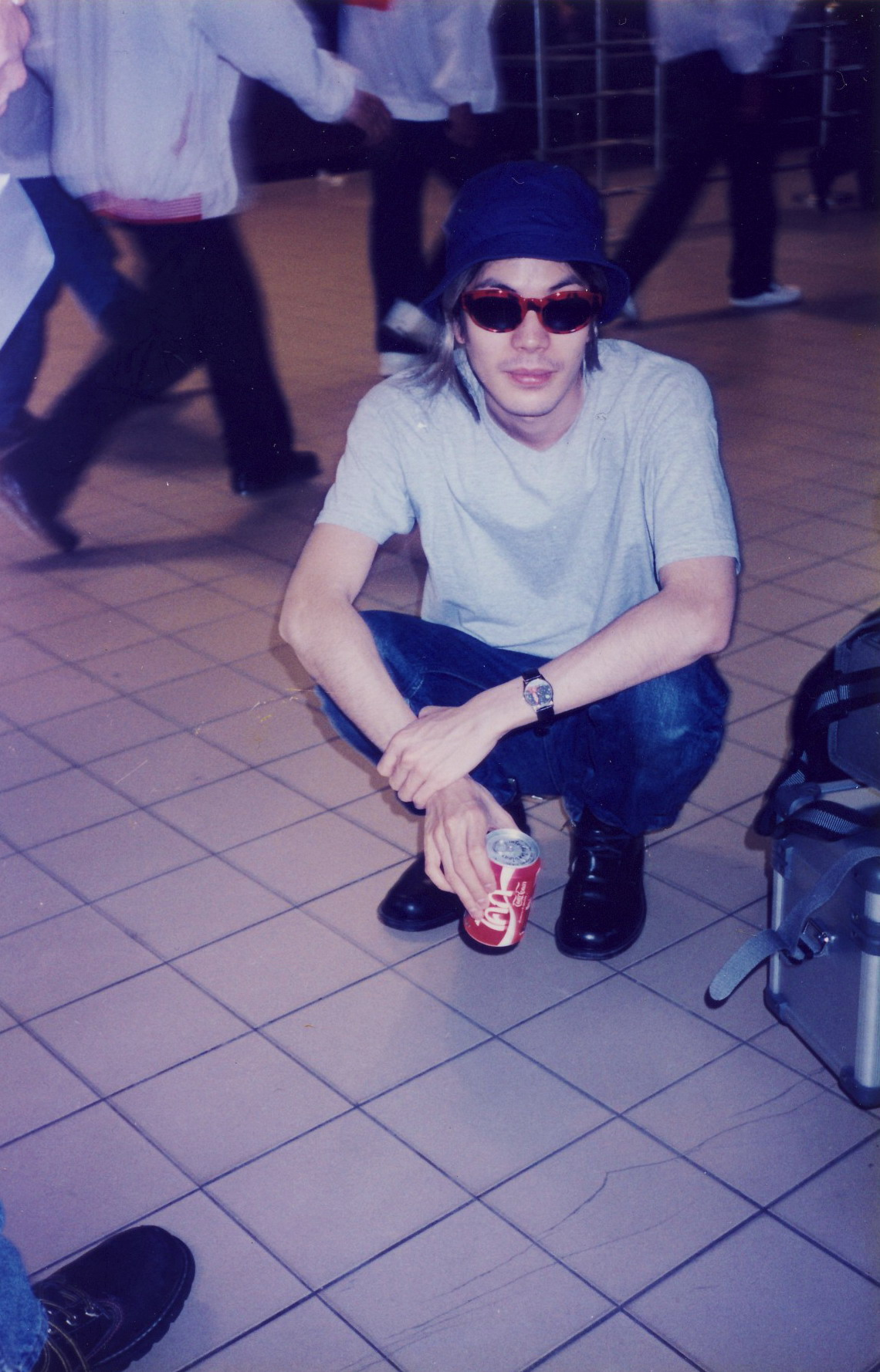

В 1987 году Джеймс Иха, гитарист группы Snake Train, познакомился с Билли Корганом через общего знакомого. Корган уже тогда всем говорил, что у него есть группа The Smashing Pumpkins, но с Иха они решили действительно её создать. В The Smashing Pumpkins Джеймс Иха играл вплоть до распада в 2000 году.
У Иха завязались романтические отношения с бас-гитаристкой Дарси Рецки, но пара разошлась прямо перед выступлением группы на Reading Festival в 1992 году. Некоторое время они враждовали, но позже вражда переросла в дружбу и Джеймс отзывался о ней, как о лучшем друге.
Иха написал и исполнил несколько песен The Smashing Pumpkins: «Blew Away» в Pisces Iscariot, «Bugg Superstar» в Vieuphoria, «Take Me Down» в Mellon Collie and the Infinite Sadness, «…Said Sadly», «Believe», «The Boy», и «The Bells» в The Aeroplane Flies High, «Summer» на сингле «Perfect» и «Go» в Machina II/The Friends & Enemies of Modern Music. Вместе с Корганом они написали «I Am One» в Gish, «Soma» и «Mayonaise» в Siamese Dream, «Plume» в Pisces Iscariot и «Farewell and Goodnight» в Mellon Collie and the Infinite Sadness. Иха также пел в кавер-версиях песен «A Night Like This» группы The Cure и «Terrapin» Сида Баррета. Будучи в The Smashing Pumpkins, он также участвовал в записях групп Ivy и The Sounds.
Несмотря на то, что Иха играл в пяти альбомах The Smashing Pumpkins, Корган впоследствии принизил его заслуги, сказав, что 97 % всех дел выполнял он и барабанщик Джимми Чемберлин.
Иха считался «самым тихим» участником группы, тем не менее он очень любил импровизированные шутки. Его любимой фразой были строки из песни Bon Jovi «Wanted Dead or Alive»:I’ve seen a million faces, and I’ve rocked them all(Я видел миллионы и я всех поставил на уши).
В 1998 году вышел его первый относительно успешный сольный альбом Let It Come Down. На песню «Be Strong Now» был снят видиоклип. Также был выпущен сингл с четырьмя композициями.
С Корганом не общаются несколько лет[уточнить].

## После The Smashing Pumpkins

### A Perfect Circle, продюсирование, Япония
После распада группы в 2000 году у Иха появилось несколько проектов. Он продолжал участвовать в записях различных артистов (например, в альбоме «Pneumonia» (2001) группы Whiskeytown) и сотрудничал с группами Ivy и Fountains of Wayne, в свою очередь Адам Шлезингер и Энди Чейз работали с ним над композициями, которые он либо продюсировал, либо писал. Например, Шлезингер играл на фортепиано в «The Bells» The Smashing Pumpkins.
Присоединился к группе A Perfect Circle во время их тура в поддержку альбома Thirteenth Step в июле 2003 года. Он играл в их альбоме eMOTIVe, а также сделал ремиксы на песни Blue и Outsider. В 2003 году он вместе с Vanessa and the O's выпустили EP Plus Rien, а в 2005 году альбом La Ballade d'O — оба на собственном лейбле группы — в RushmoreRecordings.
Иха также работал в Японии. Он спродюсировал две песни для альбома Madrigal(2001) японской певицы Chara, а именно «Boku ni Utsushite» и «Skirt»(на последнюю был снят клип с Иха в роли охотника в лесу). С помощью своего давнего друга Исао Изуцу Джеймс запустил марку одежды Vapor в 2001 году, которую изменил в 2003 году на Vaporize, и записал песню «Never Ever» для первого показа.

### Саундтреки, ремиксы, сотрудничество
В 2004 году Джеймс продолжал выступать с A Perfect Circle.
Он придумал музыку к фильму Linda, Linda, Linda, вышедшему в 2005 году. В том же году он и Адам Шлезингер сделали кавер-версию на песню «Splish Splash» Бобби Даррена для саундтрека к фильму Всё из-за Винн-Дикси.  В качестве гитариста он участвовал в записи альбома группы Team Sleep Чино Морено(Deftones).
Иха появился в трибьют-альбоме Monsieur Gainsbourg Revisited Сержа Генсбура в песне «The Ballad of Bonnie and Clyde»- это был дуэт с Кадзу Макино из Blonde Redhead- и спродюсировал две композиции в альбоме: «I love you (me either)» (дуэт певицы Cat Power и модели Карен Элсон, тогдашней пассии Джеймса) и «L’Hotel» (Майкл Стайп из R.E.M.).
В феврале 2006 года Иха вместе с Майклом Стайпом и Крисом Мартином спродюсировал «In the Sun» (iTunes EP). Это было сделано в помощь жертвам урагана Катрина. Песня прозвучала в эпизоде сериала Анатомия страсти. С Майклом Стайпом Иха играл на благотворительном концерте Bring Em Back Home 2 марта 2006.
В 2006 году Иха сделал ремикс на песню норвежской певицы Annie «Me Plus One» из её успешного дебютного альбома Anniemal, 31 марта Pitchfork Media сообщили, что Иха будет участвовать в записи дополнения к альбому  Iha also remixed «Me Plus One», a track off of Anniemal..
В октябре Джеймс сделал ремикс на песню Goodbye из альбома группы The Postmarks. Вновь объединившись с Адамом Шлезингером, он спродюсировал альбом Here & Now группы America. Вместе с певицей Исобель Кэмпбелл (Isobel Campbell) участвовал в записи её альбома, состоящего из традиционных ирландских шотландских народных песен. В том же 2006 году Иха записал кавер-версию песни «Judy Is a Punk» группы The Ramones специально к 30-летней годовщине японского бренда одежды Beams.
В феврале 2007 года Иха сделал ремикс на сингл Ladytron «Weekend Mixes», вышедший 9 марта. В апреле он сделал ремикс на песню «Patiet Eye» группы Midnight Movies.
В апреле 2007 года он выступил вместе с The Sounds в последнем сезоне сериала Bam's Unholy Union (на российском MTV он шёл под названием «Замуж за идиота»).
Вместе с Мелиссой Ауф Дер Маур(также ушедшей из The Smashing Pumpkins) он участвовал в записи альбома Traffic and Weather  2007 года группы Fountains of Wayne.

### Второй сольный альбом
Начиная с 2000 года, Джеймс Иха неоднократно заявлял о скором втором сольном альбоме, однако работать над ним он начал лишь в 2007 году. Альбом вышел в 2012 году.

## Дискография
- Let It Come Down (album) (1998)
- Look To The Sky (2012)[20]

### Синглы
- «Be Strong Now» (1998)
- «Jealousy» (1998)
- «Speed Of Love» (2012)

## Песни Smashing Pumpkins
Написанные Джеймсом Иха
- «Blew Away» изPisces Iscariot
- «Bugg Superstar» из Vieuphoria и Earphoria
- «Take Me Down» из Mellon Collie and the Infinite Sadness
- «…Said Sadly» из The Aeroplane Flies High
- «Believe» из The Aeroplane Flies High
- «The Boy» из The Aeroplane Flies High
- «The Bells» из The Aeroplane Flies High
- «Summer» из сингла «Perfect»
- «Go» на Machina II/The Friends & Enemies of Modern Music

Написанные в соавторстве с Билли Корганом
- «My Dahlia» из Light Into Dark
- «I Am One» из Gish
- «Soma» и «Mayonaise» из Siamese Dream
- «Plume» из Pisces Iscariot
- «Farewell and Goodnight» из Mellon Collie and the Infinite Sadness

Кавер-версии
- «Terrapin» Сида Баррета из I Am One 10"
- «A Night Like This» группы The Cure из The Aeroplane Flies High
- «Don't You Want Me» группы The Human League (исполнил вживую с Мелиссой Ауф Дер Маур в туре 2000 года)